# Радомышльская бумажная фабрика

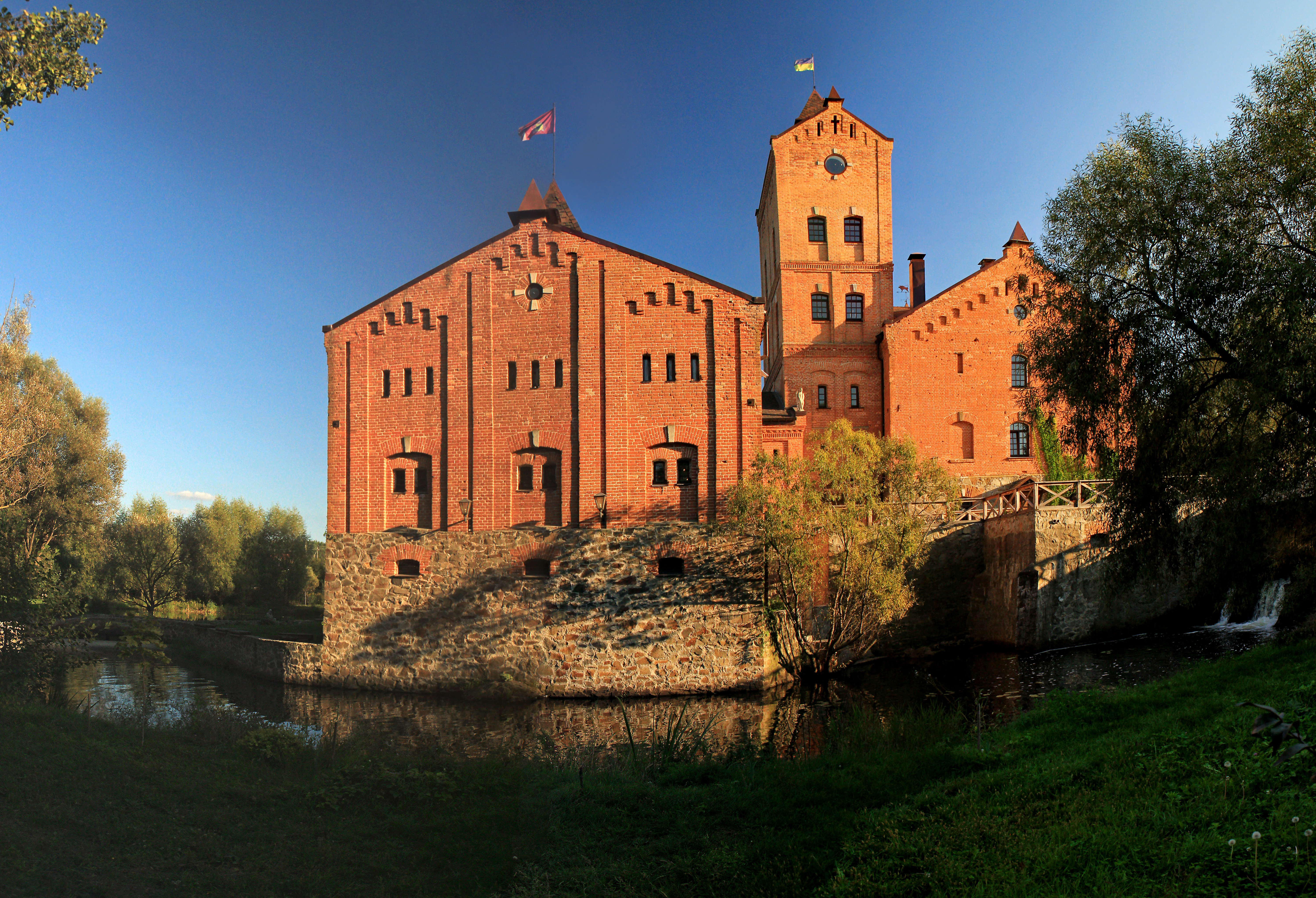
Радомышльская папирня

Радомышльская бумажная фабрика, или Радомышльская папирня, — предприятие по производству бумаги для типографии Киево-Печерской лавры.
Сооружена в 1612 году (по другим данным — в 1606 году) в городке Радомышль. Инициатором её строительства стал лаврский архимандрит Елисей Плетенецкий (1550—1624).

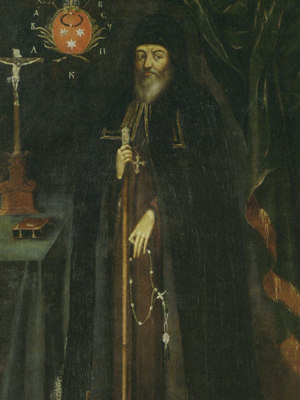
Елисей Плетенецкий (1550-1624) - архимандрит Киево-Печерской лавры, основатель Радомышльской "папирни"

Это была первая бумажная фабрика на территории Центральной Украины. Она возникла в то время, когда правительство Речи Посполитой объявило вне закона православную иерархию Литвы-Руси, не присоединившуюся к Берестейской церковной унии 1596 года. Поэтому работа фабрики была связана с риском административного давления со стороны власти — вплоть до смерти короля Речи Посполитой Сигизмунда ІІІ в 1632 г.
Со дня своего возникновения и до восстания Хмельницкого радомышльская «папирня» была фактически монопольным производителем бумаги в Центральной Украине. Большинство церковных и светских книг, бытовавших в центре и на востоке Украины, были напечатаны в лаврской типографии на радомышльской бумаге. Изготавливалась она из льна, крапивы и конопли, имела светло-серый цвет и была очень прочной.
Бумагу из Радомышля нетрудно узнать по водяным знакам четырех типов. Первые два — это шляхетские гербы лаврских архимандритов, Елисея Плетенецкого и Захарии Копыстенского. Другие представлют собой, соответственно, стилизованное изображение одного из основателей Лавры, преподобного Антония Печерского, и трех куполов с крестами.
Именно на этой бумаге было издано несколько знаковых книг в истории украинского национального книгопечатания. Среди них — первая напечатанная в Киеве книга «Часослов» (1616 г.), первый украинский поэтический сборник «Венок добродетелей превелебного в бозе милостивого пана отца Елисея Плетенецкого» (1618 г.), первый украинский словарь — «Лексикон славяноросский» (1627 г.).
Вскоре вокруг бумажной фабрики возник поселок, который так и стал называться — Папирня. Существовал он вплоть до 60-х годов XX в., после чего был присоединен к Радомышлю.
Особенно роль «папирни» возросла при митрополите Киевском и Галицком Петре Могиле (1597—1647), который занялся реформой православной системы образования в Речи Посполитой. Для этого требовалось много новых учебников, философских, полемических, естественнонаучных трудов — и, соответственно, больше бумаги.

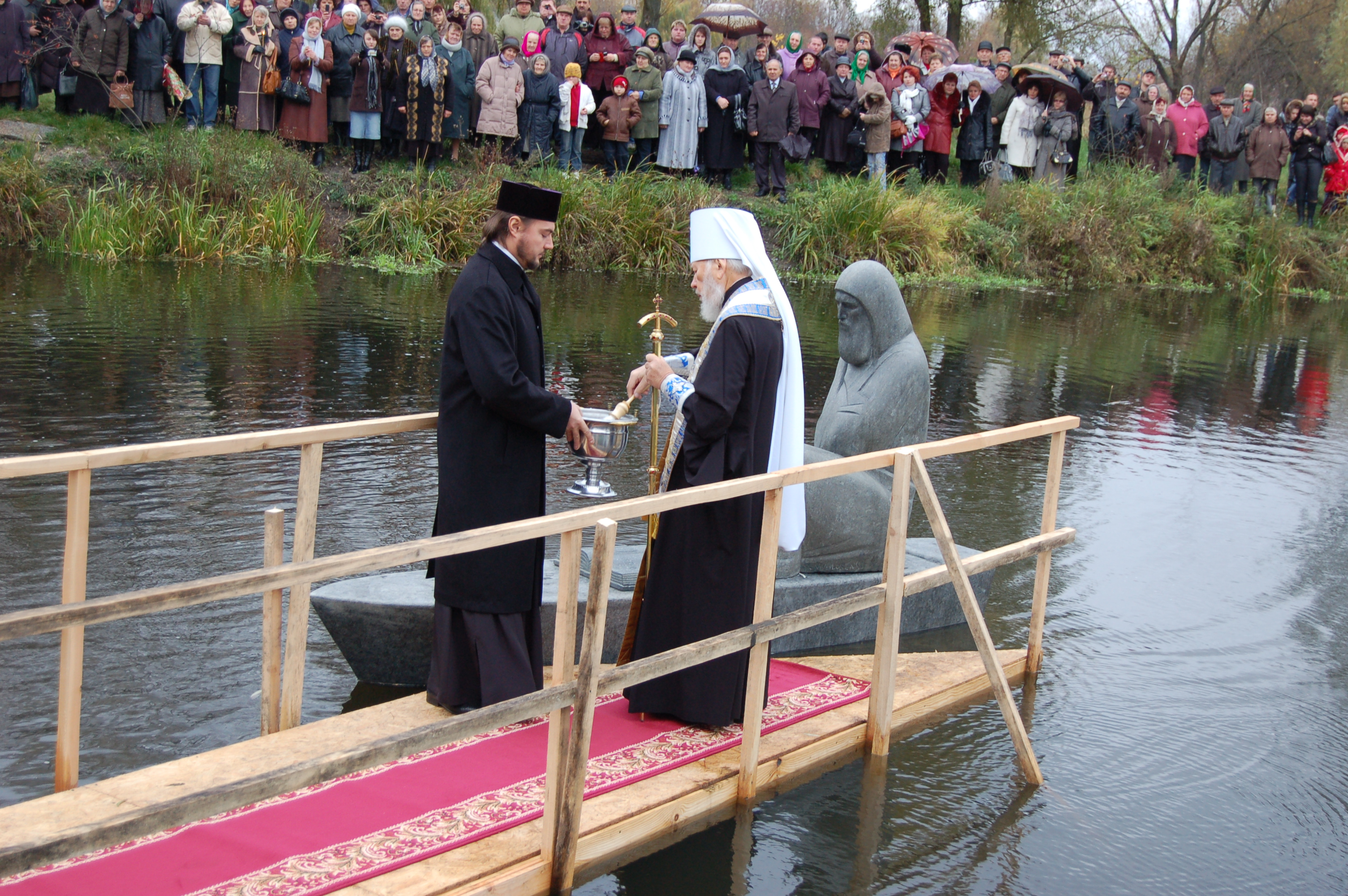
Освящение памятника архимандриту Киево-Печерской лавры Елисею Плетенецкому.

К работе на бумажную фабрику митрополит Петр Могила привлек немецких специалистов. В Радомышле с тех пор появилась «немецкая слобода». Это название сохранялось за частью города до 1940-х годов.

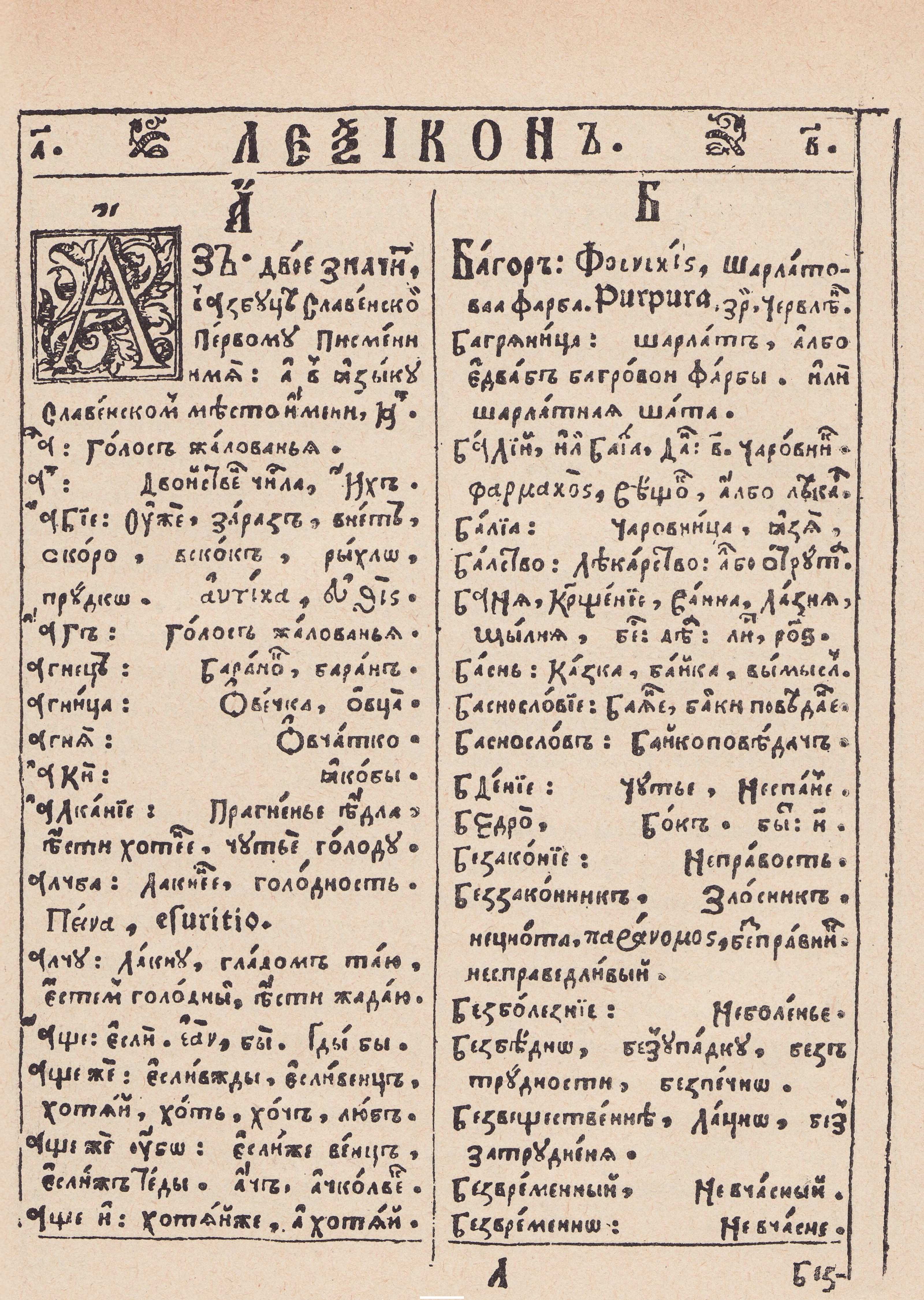
Первая страница "Лексикона словено-росского", напечатанного в 1627 г. на бумаге, произведенной в Радомышле

Первым и неизменным (до самой смерти) руководителем радомышльской «папирни» был иеромонах и эконом Киево-Печерской лавры Пантелеймон Кохановский. Он получил хорошее образование и был редактором нескольких компилятивных украинских хроник. В 1654 году Кохановский отказался присягать на верность московскому царю Алексею Михайловичу.
Сколько времени работала «папирня», доподлинно неизвестно. Скорее всего, она была уничтожена во времена восстания Хмельницкого или «Руины» — вооруженной борьбы за власть среди украинской казацко-шляхетской верхушки в 50-70 гг. XVII в. Во всяком случае, «инвентарном списке» указа короля Яна Собеского (1682 г.) о передаче Радомышля с волостями унийному львовскому епископу Иосифу Шумлянскому «папирня» уже не упоминается. Однако бумаги за время её работы наделали столько, что хватило для печатания книг до первой половины XVIII в. Приблизительно в конце XVII — начале XVIII вв. для Киево-Печерской лавры была построена новая «папирня» в Пакульском ключе (на территории современной Черниговской области).
29 октября 2009 года в Радомышле вблизи места, где стояла лаврская «папирня», был открыт памятник Елисею Плетенецкому. Это единственный на Украине памятник на подвижной водной поверхности. Открытие состоялось в день 385-й годовщины со дня смерти архимандрита. Памятник освятил митрополит Киевский и всей Украины Владимир Сабодан (УПЦ МП). Сейчас памятник является частью историко-культурного комплекса «Замок Радомысль», созданного в 2007—2011 гг. известным украинским врачом и общественным деятелем, доктором Ольгой Богомолец. Комплекс получил известность благодаря единственному на Украине и в мире Музею украинских домашних икон, в основе которого — личная коллекция, собранная Ольгой Богомолец.
03 декабря 2012 в историко-культурном комплексе "Замок Радомысль" состоялось открытие восстановленной папирни, где будут изготавливать бумагу вручную по технологии XVII века. http://radozamok.com.ua

## Внешние ссылки
Официальный интернет-сайт историко-культурного комплекса "Замок Радомысль"